# Pauvres Millionnaires (film)
Pour la série allemande, voir Pauvres Millionnaires
Série
Beaux mais pauvres
(1957)
Pour plus de détails, voir Fiche technique et Distribution.
Pauvres Millionnaires (Poveri milionari) est un film italien réalisé par Dino Risi, sorti en 1959.

## Fiche technique
Sauf indication contraire, les informations mentionnées dans cette section peuvent être confirmées par la base de données cinématographiques IMDb,  présente dans la section « Liens externes ».
- Titre français : Pauvres Millionnaires[1]
- Titre original : Poveri milionari
- Réalisation : Dino Risi
- Scénario : Dino Risi, Massimo Franciosa et Pasquale Festa Campanile
- Photographie : Tonino Delli Colli
- Musique : Armando Trovajoli
- Pays d'origine : Italie
- Genre : comédie
- Date de sortie : 
  - Italie : 18 avril 1959
  - France : 22 mars 1963

## Distribution
- Maurizio Arena : Romolo
- Renato Salvatori : Salvatore
- Lorella De Luca : Marisa
- Alessandra Panaro : Anna Maria
- Sylva Koscina : Alice
- Fred Buscaglione : Lui-même
- Memmo Carotenuto : Alvaro
- Lina Ferri : Cecilia